# Koporo Pen
Koporo Pen is een gemeente (commune) in de regio Mopti in Mali. De gemeente telt 18.800 inwoners (2009).
De gemeente bestaat uit de volgende plaatsen:
- Béréli
- Déou
- Don
- Gomou
- Goro
- Gueourou-Dogon
- Gueourou-Peulh
- Koporo Pen
- Korolou
- Koumbogourou-Dogon
- Koumbogourou-Peulh
- Oro
- Sagourou
- Samani-Dogon
- Samani-Peulh
- Sassogou